# 11350 Teresa
11350 Teresa eller 1997 QN4 är en asteroid i huvudbältet, som upptäcktes 29 augusti 1997 av de båda spanska astronomerna Ángel López Jiménez och Rafael Pacheco vid Mallorca-observatoriet. Den är uppkallad efter frun till en av upptäckarna, Teresa Chercoles.
Asteroiden har en diameter på ungefär 6 kilometer och den tillhör asteroidgruppen Koronis.